# Tangua
Tangua – miasto w Kolumbii, w departamencie Nariño.